# Gonystylus glaucescens
Gonystylus glaucescens là một loài thực vật thuộc họ Thymelaeaceae. Đây là loài đặc hữu của Indonesia.